# Поляков Євген Пилипович
Євген Пилипович Поляков (нар. 7 квітня 1938, УРСР) — радянський український футболіст та тренер, виступав на позиції захисника та нападника.

## Кар'єра гравця
Футбольну кар'єру розпочав 1958 року в складі херсонського «Спартака», який згодом змінив назву на «Маяк» (Херсон). У 1963 році призваний на військову службу, яку проходив в одеському СКА. По завершенні служби в 1965 році повернувся до херсонського клубу, який вже виступав під назвою «Локомотив» (Херсон). Футбольну кар'єру завершив у 1966 році.

## Кар'єра тренера
По завершенні кар'єри гравця розпочав тренерську діяльність. У 1968 році приєднався до тренерського штабу «Локомотиву» (Херсон), в якому до 1970 року допомагав тренувати команду. У 1976—1977 роках знову допомагав тренувати херсонський колектив, який змінив назву на «Кристал» (Херсон). У 1985 році призначений головним тренером «Кристалу», яким керував до липня 1986 року. З 1987 по 1996 рік працював заступником директора ДЮСШ № 1 міста Херсон, а з 1997 по 2007 рік — на посаді директора ДЮСШ «Освіта № 1» у Херсоні.